# 2006 en Norvège
Chronologie de la Norvège
- 2002
- 2003
- 2004
- 2005
- 2006
- 2007
- 2008
- 2009
- 2010

Cet article présente les faits marquants de l'année 2006 en Norvège ou relatifs à la Norvège.

## Gouvernance
- Harald V est roi de Norvège.
- Jens Stoltenberg est le chef  du gouvernement.

## Événements
- Le Prix Nobel de la paix est décerné à Muhammad Yunus et Grameen Bank.
- 4 janvier : le groupe norvégien Aker Yards prend le contrôle des chantiers de l'Atlantique[1].
- 10 octobre, à 7 h 35 (heure locale) : un BAe 146-200 effectuant le vol Atlantic Airways 670 fait une sortie de piste lors de l'atterrissage à l'aéroport de Sørstokken-Stord (en), en Norvège. L'avion est ensuite tombé du haut de la falaise abrupte, située au bout de la piste, à faible vitesse et a pris rapidement feu. On dénombre 4 victimes et 12 survivants blessés parmi les 16 occupants de l'avion, ce qui en fait à la fois la première perte et, actuellement, le seul accident aérien mortel impliquant un avion d'Atlantic Airways.

## Sport
- Les championnats d’Europe de karaté 2006 ont eu lieu du 5 au 7 mai 2006 à Stavanger, en Norvège[2]. Il s'agissait de la 41e édition des championnats d'Europe de karaté senior.
- La saison 2006 du Championnat de Norvège de football était la 44e édition de la première division norvégienne à poule unique, la Tippeligaen. Les 14 clubs de l'élite jouent les uns contre les autres lors de rencontres disputées en matchs aller et retour. Après avoir perdu sa couronne la saison dernière, le Rosenborg BK termine en tête du championnat cette année et redevient champion de Norvège. C'est le 20e titre de champion de Norvège de son histoire.
- La Norvège a participé aux Jeux olympiques d'hiver de 2006 à Turin en Italie. La Norvège a été représentée par 81 athlètes.

## Culture
- L'Art de la pensée négative (Kunsten å tenke negativt) est un film norvégien de Bård Breien sorti en 2006.
- Cold Prey (Norvégien : Fritt Vilt, litt. "Saison ouverte") est un film d'horreur norvégien réalisé par Roar Uthaug, sorti en 2006.
- Libérez Jimmy (Slipp Jimmy fri) est un film d'animation norvégien réalisé par Christopher Nielsen, sorti en 2006.
- Norway of Life (Den brysomme mannen) est un film islando-norvégien réalisé par Jens Lien, sorti en 2006.
- Nouvelle Donne (Reprise) est un film norvégien réalisé par Joachim Trier, sorti en Norvège en 2006.
- Pierre et le Loup (en anglais : Sergei Prokofiev's Peter & the Wolf) et (en polonais : Piotruś i wilk) est un court métrage d'animation réalisé par Suzie Templeton et sorti en 2006.
- Le Poète danois (titre norvégien Den danske dikteren) est un film d'animation norvégien et canadien réalisé par Torill Kove et sorti en 2006.
- Sniffer est un film norvégien réalisé par Bobbie Peers, sorti en 2006.
- Sønner est un film dramatique norvégien réalisé par Erik Richter Strand, sorti en 2006.
- Uro est un thriller norvégien réalisé par Stefan Faldbakken sur le scénario de Harald Rosenløw Eeg et Stefan Faldbakken[3], avec Nicolai Cleve Broch, a été sélectionné à un Prix Un Certain Regard au Festival de Cannes en ce 26 mai 2006 et présenté au Festival de Cognac, 21 juin 2007.

## Naissances
- Naissance en Norvège en 2006

## Décès
- Décès en Norvège en 2006